# Glen Cove
Glen Cove ist eine Stadt mit dem Status einer City im Nassau County, New York, an der Nordküste von Long Island in den Vereinigten Staaten und Bestandteil der New York Metropolitan Area.
Im Jahr 2020 hatte Glen Cove 28.365 Einwohner.

## Geographie und Verkehr
Glen Cove liegt auf 40°52'2" nördlicher Breite und 73°37'40" westlicher Länge und erstreckt sich über 49,73 km², die sich auf 17,32 km² Land- und 32,41 km² Wasserfläche verteilen.
Glen Cove liegt an der Nordküste von Long Island. Der hier rund 10 km breite Long Island Sound bildet die Grenze zum gegenüber liegenden Bundesstaat Connecticut. Das Zentrum der Stadt New York liegt 48,5 km südwestlich von Glen Cove.
Durch Glen Cove verlaufen eine Reihe untergeordneter Straßen. Durch die Stadt verläuft ferner eine elektrifizierte Linie der Long Island Rail Road (LIRR), die einen Großteil des Pendlerverkehrs von New York in die östlichen Vororte auf Long Island bewältigt.

## Geschichte
Die Gegend wurde schon vor mehreren tausend Jahren von Indianern besiedelt. Bei Ankunft der ersten Europäer lebte hier eine Untergruppe der Lenni Lenape.
1668 kaufte John Carpenter etwa 8 km² Land von den Indianern. Im gleichen Jahr beteiligte er vier weitere Partner an dem Projekt, hier eine neue Siedlung zu gründen. Der Ort bekam den Namen „Musketa“, was in der örtlichen Sprache der Ureinwohner Ort der Eile bedeutete.
In den 1830er Jahren begannen Dampfschiffe den Linienverkehr auf dem Long Island Sound aufzunehmen. Die Bewohner der Stadt New York, die nun immer öfter in die Gegend kamen, schätzten den Namen Musketa wegen der phonetischen Ähnlichkeit zu „Mosquito“ nicht sehr. Deshalb beschlossen die Bewohner 1834, den Ort in Glen Cove umzubenennen, was an den Namen Glencoe in Schottland erinnerte.
In der Mitte des 19. Jahrhunderts wurde Glen Cove zu einem beliebten Ausflugsziel der New Yorker. 1867 wurde der Ort an das Eisenbahnnetz angeschlossen, was die Verbindung mit der Stadt noch schneller machte. So wuchs die Einwohnerzahl des Ortes, weil nun immer mehr Menschen auch ganzjährig hier leben konnten, die in der Stadt arbeiteten.
Ende des 19. Jahrhunderts siedelten sich zunehmend wohlhabende Industrielle hier an, zu denen Charles Pratt, J. P. Morgan und Winfield Woolworth zählten und das Ufer mit teuren Villen bebauten. In den 1920er Jahren wurde die Gegend zu einem Teil der Goldküste genannten nördlichen Uferregion von Long Island. Ein Teil des Anwesens von J. P. Morgan ist heute der städtische Morgan Park and Beach.
Die Villen wechselten seit Mitte der 1920er Jahre meist die Besitzer. Aus John T. Pratts Anwesen wurde das heutige Glen Cove Mansion Hotel and Conference Center, George DuPont Pratts Grundstück wurde von der UN-Botschaft der Sowjetunion gekauft. Winfield Hall, das frühere Anwesen von F. W. Woolworth, ist noch in Privatbesitz, die Villa von Herbert L. Pratt gehört heute dem Webb Institute.
Wie viele andere Vororte von New York wuchs Glen Gove nach dem Zweiten Weltkrieg sehr stark. Früher landwirtschaftlich genutzte Flächen wurden bebaut, da zunehmend viele Familien, vor allem aus Süd- und Osteuropa, aus Queens und Brooklyn nach Glen Cove zogen. Am Ende des 20. Jahrhunderts wanderten überwiegend Menschen aus Lateinamerika und Asien ein.
Das Postamt von Glen Cove wurde 1989 in das National Register of Historic Places aufgenommen, das Gerichtsgebäude kam 1990 dazu.

## Demografie
Zum Zeitpunkt der Volkszählung im Jahre 2000 (U.S. Census 2000) hatte die Stadt 26.622 Einwohner auf einer Landfläche von 17,32 km². Das Medianalter betrug 38,6 Jahre (nationaler Durchschnitt der USA: 35,3 Jahre). Das Pro-Kopf-Einkommen lag bei 26.627 US-Dollar (nationaler Durchschnitt der USA: 21.587 US-Dollar). 9,1 % der Einwohner lagen mit ihrem Einkommen unter der Armutsgrenze (nationaler Durchschnitt der USA: 12,4 %). Etwa 26,7 % der Einwohner sind italienischer Abstammung und etwa 7,4 % sind Deutschamerikaner.

## Söhne und Töchter der Stadt
- Ashanti (* 1980), Sängerin
- Steve Benjamin (* 1955), Segler
- Robert F. Coleman (1954–2014), Mathematiker und Hochschullehrer
- Ellie Cornell (* 1963), Schauspielerin
- Daniel Daly (1873–1937), Marine
- Paul Drayton (1939–2010), Sprinter und Olympiasieger
- Adrienne Elisha (1958–2017), Komponistin und Bratschistin
- Alex Flinn (* 1966), Jugendbuchautorin
- Jerry Grayson (1935–2013), Schauspieler
- Mike Grella (* 1987), Fußballspieler[8]
- Curt Hawkins (* 1985), Wrestler
- Jennifer Michael Hecht (* 1965), Philosophiehistorikerin, Hochschullehrerin und Schriftstellerin
- Jeff Klaiber (* 1962), Eisschnellläufer
- John LeBoutillier (* 1953), Politiker
- Wendy Overton (* 1947), Tennisspielerin
- William H. Pauley III (1952–2021), US-Bundesrichter
- Ridley Pearson (* 1953), Schriftsteller
- Chester Pierce (1927–2016), Psychiater
- Samuel Pierce (1922–2000), Politiker
- Thomas Pynchon (* 1937), Schriftsteller
- Bert Remsen (1925–1999), Schauspieler und Castingdirektor
- Donald F. Squires (1927–2017), Meeresforscher
- David Strickland (1969–1999), Schauspieler
- Thomas Suozzi (* 1962), Politiker
- Augusta Read Thomas (* 1964), Komponistin und Musikpädagogin
- MaliVai Washington (* 1969), Tennisspieler
- Jim Wynorski (* 1950), Regisseur, Drehbuchautor und Filmproduzent